# Jozef Pilates
Jozef Hubertus Pilates (1883, Menhengladbah, Nemačka – 1967) bio je Nemac grčkog porekla. Postao je strastveni sportista entuzijasta (skijaš, gimnastičar, ronilac, student borilačkih veština) razvivši tako svoje telo u izvanredno stanje. 
U njegovim mlađim danima, često su ga koristili kao model za plakate fitnesa. Prilikom njegovog putovanja kroz Englesku, pre I svetskog rata, radio je kao bokser i izvođač cirkuskih tački. 
Za vreme I svetskog rata on je, kao nemački ratni zarobljenik, interniran na Ostrvo Man (Isle of Man). Istražujući načine rehabilitacije žrtava pandemije gripa, 1918. godine, koji su bili vezani za krevet, on je osmislio seriju pokreta ili vežbi koje su mogle da se praktikuju i uz takva ograničenja kontrolisanog bolničkog okruženja. 
Njegova Pilates reforma tako je zasnovana u stvari na bazi starog bolničkog kreveta. Vrativši se u Nemačku ubrzo po završetku rata, on je počeo da trenira profesionalne boksere i policajce. Zatim se odselio u Sjedinjene američke države gde je, zajedno sa svojom ženom Klarom, otvorio studio za treninge, u Njujorku, 1926.
Umesto mnogobrojnih ponavljanja istih vežbi, Pilates je više voleo manji broj izvođenja, ali veoma preciznih pokreta, koji zahtevaju kontrolu i formu. On je osmislio više od 500 specifičnih vežbi. Najčešći oblik, nazvan "rad na strunjači" , obuhvata seriju gimnastičkih pokreta koji se izvode bez ikakvih tegova, trenažera ili drugih aparata. Pilates je verovao da su mentalno zdravlje i fizičko zdravlje od suštinskog značaja jedno za drugo.